# Michail Borissowitsch Kornijenko
Michail Borissowitsch Kornijenko (russisch Михаил Борисович Корниенко; * 15. April 1960 in Sysran, Oblast Kuibyschew, Sowjetunion) ist ein ehemaliger russischer Kosmonaut.

## Ausbildung
Nach seinem Schulabschluss arbeitete Kornijenko ab 1977 in einer Fabrik für Radiozubehör in Tscheljabinsk. Im Mai 1978 wurde er in die Sowjetarmee eingezogen. Er diente bei den Fallschirmtruppen in Kirowabad in Aserbaidschan. Ab 1980 war er Mitglied der Moskauer Miliz. Nebenbei studierte er am Moskauer Luftfahrtinstitut und erhielt dort 1987 seinen Abschluss. Von 1986 bis 1991 arbeitete er als Ingenieur am Raumfahrtbahnhof in Baikonur. Von Oktober 1991 bis April 1995 war er in der privaten Wirtschaft beschäftigt. 

## Raumfahrertätigkeit
Im Oktober 1995 wechselte er als Ingenieur zum Raumfahrtkonzern RKK Energija. Am 24. Februar 1998 wurde er als  Kosmonaut ausgewählt. Er war als Bordingenieur in der Ersatzmannschaft der ISS-Expedition 15 (2007) für den Flug zur Internationalen Raumstation mit dem Raumschiff Sojus TMA-10.

### Erster Raumflug
Kornijenko war Bordingenieur der ISS-Expedition 23 und der ISS-Expedition 24. Der Start mit dem Raumschiff Sojus TMA-18 zur ISS fand am 2. April 2010 statt. Am 27. Juli 2010 unternahm er zusammen mit Fjodor Jurtschichin seinen ersten Weltraumausstieg. Am 25. September 2010 landete er in Kasachstan.

### Zweiter Raumflug: Jahresmission
Zusammen mit Scott Kelly befand sich Kornijenko ab dem 28. März 2015 knapp ein Jahr auf der ISS, um die Auswirkungen der Schwerelosigkeit auf den menschlichen Körper für einen längeren Zeitraum zu testen. Er war dabei Bordingenieur der ISS-Expeditionen 43 bis 46. Die Rückkehr zur Erde zusammen mit Kelly erfolgte am 2. März 2016 mit dem Raumschiff Sojus TMA-18M und dessen Kommandanten Sergei Wolkow.

## Privates
Kornijenko ist verheiratet und hat eine erwachsene Tochter. In seiner Freizeit geht er gerne zum Bergsteigen, so bestieg er im Jahr 2007 den Kilimandscharo. Wie viele Kosmonauten ist auch Michail Kornijenko Funkamateur mit dem Amateurfunkrufzeichen RN3BF.